# Слободская Украина
Слободска́я Украи́на (укр. Слобідська Україна) либо Слобожа́нщина (укр. Слобожанщина, Слобідчина) — историческая область на северо-востоке Украины и юго-западе Центрально-Чернозёмного экономического района России.
Слободская Украина сформировалась во 2-й половине XVI - XVIII столетиях, когда украинское население Речи Посполитой, испытывавшее притеснения от польских католических властей, начало массово переселяться на Дикое Поле, в Московское государство. Оседая здесь за линией пограничных крепостей Белгородской засечной черты, преграждавшей крымским татарам дорогу в Русское государство, переселенцы брали на себя сторожевую службу и военную защиту пограничья. В царствование Анны Иоанновны, в соответствии с «Решительными пунктами» Даниила Апостола, земли стали предоставляться преимущественно выходцам из правобережной Украины, находившейся под властью Речи Посполитой, желавшим вступить в русское подданство и получить свободные земли.
Название региона происходит от типа поселений, пользовавшихся бо́льшими вольностями, чем в глубине государства, — слобод, название которых, в свою очередь, происходит от слова свобода. В настоящее время термин Слобожанщина активно используется как неформальное собирательное название Харьковской, Сумской и Белгородской областей.

## Территория
По современному административно-территориальному делению регион охватывает практически полностью Харьковскую область (за исключением четырёх её юго-западных районов), а также соседние с ней: бо́льшую часть Сумской (юго-восточные районы), северную (бо́льшую) часть Луганской, северную часть Донецкой и небольшую восточную часть Полтавской областей Украины. На российской территории к Слобожанщине относятся бо́льшая часть Белгородской области, соседние южные районы Курской и юго-западные районы Воронежской областей. В Слобожанщину также частично входили территории современных Орловской и Липецкой областей Российской Федерации, где находились земли Ливенской и Чернавской сотен Острогожского слободского казачьего полка.
С запада Слобожанщина граничит с Левобережной Украиной (восточная Малороссия), на востоке с Областью Войска Донского, на юге с северным Приазовьем (до XVIII века входившим в Крымское ханство, а затем в Новороссийскую губернию России), а на севере с центральной Россией.
Статистика Российской империи включала Харьковскую губернию в Малороссийскую область, а Курскую и Воронежскую губернии в Центральную земледельческую область.

## История

### Предыстория

#### Северщина
С конца IX века значительная часть территории Слобожанщины вошла в состав Древнерусского государства, в XI веке её бо́льшая часть уже принадлежала Черниговскому княжеству, позже передавалась Переяславскому и Новгород-Северскому княжествам. На территории Слобожанщины было достаточно плотное оседлое в основном древнерусское, а также кочевое либо смешанное население, от которых осталось множество руин домонгольских городов, частично входивших в [Донецкую] оборонительную черту — городищ: Хорошево городище, Салтовское городище, Чугуевское городище, Мохначское городище и другие.
В VIII−XIII веках на территории современного Харькова, на правом берегу реки Уды (в древности называвшейся Донец), располагалась древнерусская крепость Донец (на месте Донецкого городища) — один из самых отдалённых форпостов Киевской, затем Северской Руси в борьбе со Степью, город Змеев Новгород-Северского, затем Переяславского княжества (на месте Змеева городища), несколько половецких городов (Балин, Сугров и другие), один из которых — легендарная Шарукань, которая в 1111 году была взята войсками Владимира Всеволодовича Мономаха.
В те времена степная часть территории Слобожанщины входила в большую территорию под названием Половецкая степь, или Дешт-и-Кыпчак.
Именно на территории Слобожанщины в 1185 и 1186 годах происходило действие «Слова о полку Игореве».
См. также История Харькова, История Белгородской области
В первой половине XIII века, во время монголо-татарского нашествия, Донец и другие славянские поселения были уничтожены, а край опустошён. В середине XIII века эти земли отошли к Золотой Орде, а после битвы на Синих Водах в 1362 году вошли в состав Великого княжества Литовского.

### В составе Московского княжества
С XVI века большинство земель современной Слобожанщины переходят в состав Московского княжества по результатам русско-литовской войны 1500—1503 годов. В то время эта территория представляла в то время почти безлюдное «Дикое поле», через которое татары совершали набеги вглубь Московского государства — обычно Муравским шляхом (он вёл водоразделом между Днепром и Доном — от Перекопа до Тулы), а также и его ответвлениями — Изюмским и Кальмиусским шляхами.

### Освоение Слобожанщины
В XVI веке Русское государство перешло в фазу активного расширения. На севере Дикого поля был возведён Белгород (1596), вокруг которого образовалась Белгородская черта с такими крепостями как Ахтырка (1654), Острогожск (1652). В 1658 году в Белгородскую черту вошли Сумы. К югу от черты в направлении Крымского ханства (которое включало территории северного Приазовья) начала формироваться Слобожанщина, поскольку московское правительство обещало поселенцам льготы. Значительную часть поселенцев составляли казачье население Речи Посполитой, бежавшее от преследований. Основную массу этих переселенцев составляли казаки, крестьяне, духовенство, которые убегали от польской шляхты. Весьма небольшая часть населённых пунктов (на западе нынешней Сумской области) была основана должностными лицами Речи Посполитой (Ахтырка, Олешня) — до мирной передачи их Русскому государству по Поляновскому миру в 1635—1648 годах.
В 1638 году, например, в Чугуеве поселились 800 участников восстания Острянина и Гуни (убив Острянина, они ушли обратно в Речь Посполитую в 1641 году). Массовый исход днепровских казаков на Слобожанщину начался в период восстания против Польши, поднятого Богданом Хмельницким в 1648 году. В 1651 году казаки из Корсуня основали Краснокутск.
Для Русского царства Слобожанщина была продолжением Засечной черты как охрана южных границ царства от крымских и ногайских татар, именно поэтому царское правительство освобождало поселенцев от уплаты налогов, разрешало винокурение (на основной территории России был водочный откуп) и позволяло свободно заниматься доходными промыслами (например, соледобычей). Переселенцы безвозмездно владели определённым количеством свободной земли (право заимки), за ними сохранялись казацкие привилегии и самоуправление.
Вместе с заселением здесь активно строятся храмы, возникает множество монастырей — Святогорский, Дивногорский, Холковский монастырь, Шатрищегорский, Ахтырский, Троицкий, Краснокутский, Казацкий, Змиевской, Куряжский, Хо́рошевский, Николаевский, Острогожкий женский и другие. При содействии братства развивается образование. В 1732 году в четырёх полках Слобожанщины действовали 124 школы.
В Харьковском коллегиуме училось около 500 учеников. На Слобожанщине жил философ Григорий Сковорода.
Основанные в XVII веке как крепости Харьков, Сумы, Суджа, Ахтырка, Острогожск превратились в XVIII веке в торгово-ремесленные центры. Здесь возникли Ахтырская табачная, Глушковская суконная и другие мануфактуры. В Харькове и Сумах действовали большие ярмарки.
В 1731—1733 годах для защиты границ Российской империи от татарских набегов усилиями левобережных и слободских полков и крестьян была построена система укреплений — Украинская линия.

#### Природные условия
Слобожанщина представляет собой территорию, по которой кое-где простираются небольшие взгорья. Выше других на территории Украины — северная часть Харьковщины с Нагорным районом Харькова, представляющая собой часть Среднерусской возвышенности, расширяющуюся к Белгороду.
На заселение «Дикого Поля» значительное влияние оказывали местные реки. Теперь ни одна из них не является судоходной, но раньше было по-другому. По Северскому Донцу сплавляли много судов с хлебом от Белгорода до Чугуева, а оттуда плавали и к Дону. Днепровские ветки — Псёл, Сула, Ворскла связывали Слобожанщину с Полтавщиной; река Сейм, которая впадает в Десну, — давала возможность общаться с Черниговщиной. На территории Слобожанщины днепровские реки сближаются с донскими. Слобожане в первую очередь начинали селиться там, где было больше воды. Причина того, что западные части региона заселены более плотно и раньше, чем восточные, в том, что на востоке было меньше рек.
Но с XVIII века слобожанские реки начинают ежегодно мелеть, так как площади леса значительно уменьшились и поредели. Лесов во времена заселения было несоизмеримо больше, чем в настоящее время. Леса и поляны чередовались по всему побережью Северского Донца от Оскола до Змиёва, на берегах притоков Донца тоже простирались густые леса, иногда по обоим берегам: Изюмский, Мохначский, Теплинский и тому подобные. Лес использовали для строительства как крепостей и укреплений, так и всего необходимого в хозяйстве, в частности ветряков, мельниц и винокурен.
На территории Слобожанщины широко распространены плодовые деревья и кустарники, а также сады с пасеками. Водилась птица, дикие животные (зубры, медведи, волки, лоси, кабаны), пушнина; в степях встречались сайгаки и дикие кони. Минералов было мало. В избытке была только соль, которую добывали на Торских озёрах. Добывали ещё камни для жерновов, мел, который использовали для строительства «хат-мазанок», гончарную глину. Почвы — плодородные чернозёмные. В широких степях легко было разводить табуны коней, рогатый скот, овец. Экосистему региона сохраняет Слобожанский национальный природный парк.

### Полковой период
Слобожанщина как регион формировалась между Гетманщиной (Малороссией) и Областью Войска Донского и сохраняла казачью специфику. В отличие от Гетманщины, Слобожанщина никогда не управлялась гетманами и не участвовала в воссоединении Украины с Россией в 1654 году, поскольку уже была территорией России в составе Белгородского разряда и под управлением белгородского воеводы. Пограничным городом между Донской областью и Слобожанщиной долгое время считался Бахмут, а границей между Малороссией и Слобожанщиной была Котельва.
Территория региона делилась на пять полков:
- Острогожский: ныне Белгородская (Короча), Воронежская (Острогожск, Богучар) и Орловская (Ливны) области России и часть Луганской области Украины (Старобельск),
- Харьковский: ныне Харьковская область Украины
- Изюмский: ныне Харьковская (Изюм, Купянск), Донецкая (Тор) и Луганская (Сватово) области Украины
- Сумской: ныне Сумская область Украины (Белополье, Лебедин, Межирич, Недригайлов, Сумы), Брянская область России (Новое Место) и Курская область России (Суджа)
- Ахтырский: ныне Белгородская область России (Грайворон) и Сумская область Украины (Ахтырка, Хухра)

В 1652 году переселенцы из Черниговского и Нежинского полков во главе с полковником Иваном Дзинковским основали Острогожск и создали первый и самый большой на Слобожанщине Острогожский полк. В этом же году переселенцы из городка Ставище Белоцерковского полка во главе с Герасимом Кондратьевым основали Сумы и создали там Сумской полк. В 1653—1654 годах переселенцы из Правобережной и Левобережной Украины, заселив Ахтырку, сформировали Ахтырский слободской казачий полк и, основав Харьков, начали формировать Харьковский полк; в том же году строятся Змиёв, Печенеги, Хорошево. В 1659 году — осадчим Иваном Семененко основан Салтов; в 1660-х годах Яков Черниговец основывает Балаклею. Поселения продолжаются и во время Руины: в 1674 году запорожец Мартын Старочудный строит Волчанск. На базе Балаклейского и части Харьковского полков в 1685 создан Изюмский полк.
Каждый полк возглавлялся казачьими полковниками, которые подчинялись белгородскому воеводе. Каждый полк имел при себе символы власти полка: печать, литавры, полковую хоругвь. Военную и гражданскую администрацию составляла полковая старши́на (аналог офицерства): обозный, судья, есаул, хорунжий, и два писаря, которые входили в полковой Совет. Все пять слободских полков разделялись на сотни, которых в 1734 году было 98. Сотенное управление осуществляли сотник, атаман, есаул, хорунжий и писарь. Каждый десяток имел десятника. Такая система власти отмечалась двумя характерными признаками: избирательностью старшины, но при этом жесткой иерархией полувоенной власти.
Случались на Слобожанщине и волнения. Например, в 1664 году на Слобожанщину эмигрировал полковник Яков Черниговец (противник правобережного гетмана Павла Тетери), основал город Балаклею, ставшую центром нового — Балаклейского полка. В 1666 году, оставив на время кошевое атаманство, вернулся из Запорожья на Слобожанщину Иван Сирко, дабы возглавить вновь учреждённый Змиёвский полк, выделившийся из состава Харьковского полка (в 1671 году Змиёвский полк был снова присоединён к Харьковскому). Сирко также поднял восстание против царя и «воевал окраинные города», в частности, Харьков, который осаждал, но не смог захватить.
- Флаг Изюмского казачьего полка (по В.Смоленскому)
- Флаг Ахтырского казачьего полка
- Флаг Сумского казачьего полка
- Флаг Харковского казачьего полка
- Флаг Острогожского казачьего полка

#### Борьба с татарскими набегами
Необходимость заселения Слобожанщины можно увидеть на этой карте. Дикое поле формировало коридор для кочевых татар между Донским казачеством и Гетманщиной. Через него татары хорошо знали пути в заселённую часть Московского царства и выбирали те, по которым не приходилось переплавляться через глубокие и широкие реки. Они даже давали названия некоторым бродам. Древняя «Книга Большому Чертежу» перечисляет одиннадцать таких бродов — Каганский, Абашкин, Шебелинский, Изюмский, Татарский и др. Многие известные в Диком Поле пути также были проложены татарами. Широко известный Муравский шлях начинался от крымского Перекопа и лежал до Тулы (а это всего 160 вёрст до Москвы) по междуречью Донского и Днепровского водозаборов. Само название пути татарское, поскольку в древнем документе вспоминается татарин по фамилии Муравский. От Муравского ответвлялись Изюмский и Кальмиусский шляхи.
Ещё в царствование Михаила Романова (1613−1645) московские рукописи отмечали большую роль казаков-переселенцев в борьбе с татарами. В 1653 году московский воевода Арсенев писал царю, что переселенцы поселились в Диком поле на пути, где ранее ходили татары с набегами на Путивль, Рыльск и другие московские города, прочно заняв водораздел Днепра и Дона.
Слобожане преградили крымским татарам пути в Центральную Россию: слобода Рубежная (основана в 1660), города Савинцы (1671), Белополье (1672), Волчанск (1674) и Коломак (1680) встали прямо на татарских тропах. Для своевременного оповещения о татарской угрозе близ каждого укрепления, каждого хутора сооружались, по древнему казачьему обыкновению, маяки из хвороста и соломы, пропитанных смолой и дёгтем. С самого начала заселения Слобожанщины переселенцы вели борьбу с кочевыми татарами, которые часто совершали набеги на сёла и хутора, убивали и уводили в рабство слобожан, отбирали скот и имущество.
В 1680 году умер запорожский кошевой атаман Иван Сирко, и тут же Слобожанщина подверглась массированному натиску крымских татар. Но в жестокой битве под Золочевом их наголову разбил харьковский полковник Григорий Донец-Захаржевский и преследовал врагов вплоть до Гузун-кургана (крутая меловая гора над донецкой излучиной). Здесь он воздвиг крепость Изюм, ставшую южным форпостом Слободского войска. В Изюм в 1682 году был перенесён центр Балаклейского полка. Избранный полковником изюмским, Донец-Захаржевский ещё 20 лет периодически сражался с татарами — и неизменно побеждал. В 1688 и 1692 годах татары подступали к Змиёву, в 1697 году — к Харькову, но всякий раз отступали. Последние боевые действия на Слобожанщине состоялись в 1736 году, когда татары в третий раз пытались взять Змиёвскую крепость, но безуспешно.

#### Социально-экономическое положение
Большинство колонистов были семейными казаками и крестьянами, которые переселялись с инвентарем и скотом и сразу же приступали к освоению новых земель. Именно образ жизни переселенцев определял их выбор не в пользу Сечи (обители казаков-холостяков и воинов), а Слободской Украины. Российское правительство старалось содействовать процессу колонизации земель вдоль Белгородской засечной черты: слобожане получали подтверждение своих вольностей, освобождались от налогов. Российское правительство выделяло переселенцам по 10—16 десятин на душу, семенное зерно и деньги на заведение хозяйства. Правительство придавало большое внимание поддержанию социальной стабильности в крае: принимались и снабжались для подъёма хозяйства именно семейные казаки, а бедные и бессемейные направлялись на Дон.
В регионе активно развивались промыслы: дегтярный, селитряный, винокуренный, мукомольный, рыболовный и пчеловодство. Важную роль играло право на беспошлинную торговлю для слободских полков, которое долго сохранялось. Через Слобожанщину пролегали в XVI—XVIII веках значительные торговые пути, которые связывали российские земли с Чёрным морем — Изюмский, Муравский, Кальмиусский шляхи.
Вскоре стали возникать крупные ярмарки в Харькове, Ахтырке, Сумах. Всего на Слобожанщине в конце XVIII в. было более 270 ярмарок. Слобожанщина стала значимым приобретением украинского этнического пространства — в XVIII столетии она составляла 1/4 территории и 1/10 населения Украины.
Большое значение в жизни слободских полков имели полковники. Отличительной чертой было то, что на Слобожанщине должность полковника была пожизненной. Очень быстро развивалась тенденция, когда полки находились в наследственном управлении местных старшинских родов. Во время отсутствия по тем или иным причинам полковника его замещал наказной полковник. Также полковую старшину составляли: полковой судья (заведовал судом в полковой ратуше), есаул (помощник полковника по военным делам), хорунжий (возглавлял охрану полковника и хранил полковое знамя-хоругвь), 2 писаря (по военным и гражданским делам).
Население Слободской Украины не было однородным по своим правам и социальному положению. Привилегированным сословием были казаки, которые имели права владения землёй за военную службу и свободной торговли, а также не платили податей. Крестьяне оставались «посполитыми» и платили подати. Особенностью их жизни в Слобожанщине было право перехода к новому владельцу и на новые земли. Лишь в 1783 году в крае утвердилось крепостное право. Мещане пользовались магдебургским правом, что давало им большие правовые возможности: городское самоуправление и суд, монопольное право на торговлю в городе.

### Губернский период
В 1718 году Слобожанщина была разделена между Киевской (Ахтырский и Харьковский полки) Воронежской (Изюмский и Острогожский) губернией. С 1726 года казацкие полки Слобожанщины были переданы в ведение Военной коллегии, и в каждом полку создавалась регулярная рота. Указом от 12 марта 1732 года казацкие полки преобразованы в армейские, полковники названы премьер-майорами, ликвидировано право заимки, внедрён подушный налог, запрещён свободный выход из Слободской Украины. В том же 1732 году столицей Слобожанщины стали Сумы.
Но после дворцового переворота в Петербурге новая императрица Елизавета Петровна в 1743 году упразднила указ 1732 года, столицу Слобожанского войска перенесла в Харьков и возобновила автономию Слобожанщины, однако обязала удерживать там 4 армейских полка. В 1749 г. служащим казакам было запрещено не только покидать Слобожанщину, но и оставлять свои полки.
20 мая 1765 года указом была учреждена появляется Слободская Украинская Губерния с центром в Харькове Казаки лишились привилегий (кроме привилегий винокурения, соледобычи и личной свободы) и стали т. н. «войсковыми обывателями», обязанными платить подушный налог. При этом казачьей старшине был предоставлен выбор либо уйти в отставку, либо вступить в регулярные полки. Во втором варианте казачьи чины менялись на армейские. Все казаки, которые особенно отличились в битвах, получали следующие звания: полковники — армейского полковника, обозные — премьер-майора, судьи — секунд-майора, есаулы, хорунжие и сотники — поручителя. Старшины без боевого опыта получали звание чином ниже.
На основе слободских казачьих полков были созданы регулярные уланские (Харьковский уланский) и гусарские полки (Сумской, Острогожский, Ахтырский и Изюмский).
В 1780 году Слободско-Украинская губерния была упразднена и, за исключением Острогожского уезда, вместе с другими территориями вошла в состав Харьковского наместничества. В 1796 году, после упразднения наместничества, вновь была создана Слободско-Украинская губерния, к которой присоединили также Купянский уезд Воронежской губернии. При каждой реорганизации постоянно менялось внутреннее административно-территориальное деление Слобожанщины.
В 1835 году Слободско-Украинская губерния была повторно упразднена. На её месте создается Харьковская губерния, которая состояла из 11 уездов: Харьковского, Богодуховского, Сумского, Валковского, Старобельского, Волчанского, Ахтырского, Змиёвского, Изюмского, Купянского, Лебединского. Некоторые приграничные районы отошли к Воронежской и Курской губерниям.

#### Просвещение
В 1721 году в Белгороде формируется коллегиум, который в 1726 году переводится в Харьков. В 1805 году был основан Императорский Харьковский университет. Главная заслуга в его основании принадлежит В. Н. Каразину. В те времена Харьков был весьма незначительным городом, и лишь исключительная энергия позволила Каразину реализовать свою идею. Он убедил местных жителей делать пожертвования, что и создало материальную базу университета. За первые пятьдесят лет своего существования высшее образование в университете получили 2800 человек. Первым попечителем Харьковского университета стал поляк, граф Северин Потоцкий. Он же полностью подобрал профессорский состав для университета. Структура университета включала в числе прочих «отделение физических и математических наук». В 1805 году в университет поступило всего 57 человек, а в 1835 году — уже 263. В течение первых ста лет большую часть выпускников составляли юристы и врачи. Среди выпускников университета известные учёные — уроженцы Харьковской губернии биолог И. И. Мечников, социолог М. М. Ковалевский, экономист М. И. Туган-Барановский.
С 1816 по 1819 год в Харькове издавался первый массовый популярный журнал «Украинский вестник» (основанный Евграфом Филомафитским), который положил начало практике печатания научных материалов на украинском языке, считавшемся тогда «малорусским (малороссийским) наречием». В 1834 в Харькове изданы «Малорусские рассказы» Григория Квитки-Основьяненко, которого называли «отцом украинской прозы». На Слобожанщине действовал украинский поэтический кружок «харьковских романтиков», в которой входили Амвросий Метлинский, Левко Боровиковский, Александр Корсун, Михаил Петренко и другие, писавшие в основном на русском языке. Издавались альманахи «Молоди[ы]к», «Украинский альманах», «Сноп», в которых публиковались произведения Петра Гулака-Артемовского, Евгения Гребёнки, Якова Щоголева, Михаила Петренко. В Харькове были изданы фольклорный сборник Измаила Срезневского «Запорожская старина» (1833−1838) и статья «Взгляд на памятники украинской народной словесности» — первое печатное публичное выступление в защиту украинского языка. В Харьковской губернии родился и прожил значительный отрезок жизни автор популярных исторических романов Г. П. Данилевский, его первое крупное прозаическое произведение — сборник «Слобожане. Малороссийские рассказы» посвящено родному краю.
В 1810−40-х годах появились первые труды по истории Слободской Украины, в частности Ильи Квитки «Записки о слободских полках с начала их поселения до 1766 г.» (1812); Измаила Срезневского — «Историческое изображение гражданского устроения Слободской Украины» и упомянутого выше Григория Квитки-Основьяненко — «Историко-статистический очерк Слобожанщины», «О слободских полках», «Украинцы» и «История театра в Харькове». Исследованиями южнорусской и слобожанской истории начал свою научную деятельность в Харькове Николай Костомаров. Церковную историю Слобожанщины исследовал Архиепископ Филарет (Гумилевский), возглавлявший Харьковскую епархию с 1848 по 1859 годы. В Харькове работали историки Дмитрий Багалей, Пётр и Александра Ефименко.
Во второй половине XIX века научными исследованиями по теории словесности, фольклора и этнографии, главным образом общего языкознания, фонетики, морфологии, синтаксиса, семасиологии занимался профессор Харьковского университета Александр Потебня. Им и его учеником Николаем Сумцовым было много сделано в области славянской диалектологии и сравнительно-исторической грамматики. В общетеоретическом плане А. Потебня исследовал в основном вопросы взаимоотношения языка и мышления, языка и нации, происхождения языка, он создал научную школу, известную как Харьковская лингвистическая школа; к ней принадлежали Дмитрий Овсянико-Куликовский и ряд других учёных. Потебне принадлежат также труды по украинскому языку и фольклору.
На Слобожанщине родились художники И. Н. Крамской и И. Е. Репин.

#### Индустриализация
В Харьковской губернии около 60 % земель находились в помещичьей, государственной и монастырской собственности. Самые крупные землевладельцы — Харитоненко, Кениги. 36 % крестьянских хозяйств были безземельными. В 1817 году свыше 17 тысяч государственных крестьян и войсковых обывателей Харьковского, Изюмского, Змиёвского уездов были приписаны к военным поселениям, что стало причиной восстаний (Чугуевское восстание 1819, Шебелинское восстание 1829).
После отмены крепостного права (крестьянской реформы 1861 года) быстрыми темпами развивались рыночные отношения. В конце XIX века Слобожанщина по производству промышленной продукции занимала одно из ведущих мест южной России. Здесь насчитывалось свыше 900 промышленных предприятий. Были построены крупные предприятия транспортного машиностроения — Харьковский паровозостроительный, Харьковский вагоноремонтный и Луганский паровозостроительные заводы, на которых до 1900 года построили 233 паровоза. Организовывались иностранные акционерные компании (заводы сельскохозяйственного машиностроения «Гельферих-Саде» и Мельгозе в Харькове). Если до 1870-х годов на Слободской Украине ведущей отраслью промышленности было сахароварение, то к началу XX века — металлообрабатывающая промышленность и машиностроение.

#### Общественное брожение
В 1856 году группа студентов Харьковского университета во главе с Яковом Бекманом, М. Муравским, П. Ефименко и П. Завадским, организовали Харьковско-Киевское тайное общество. Члены общества в журналах «Свободное слово» и «Гласность» подвергали критике самодержавный уклад, требовали освобождения крестьян из крепостничества, создали несколько воскресных школ, в которых изучались произведения Тараса Шевченко. Общество было разгромлено в 1860 году, однако Яков Бекман примкнул в 1861 году к подпольной организации «Земля и воля». В начале 1880-х годов в Харькове действовал военный кружок «Народной воли», а в начале 1890-х годов возникли первые марксистские кружки.
Летом 1891 года харьковские студенты Иван Липа, Михаил Базькевич и студенты, Киевского университета Виталий Боровик, Николай Михновский создали тайную организацию Братство тарасовцев. В 1897 году в Харькове возникло тайное Украинское студенческое общество, членами которого были Дмитрий Антонович, Михаил Русов и другие. Подобные студенческие общества действовали в Киеве, Полтаве, но по численности (100 членов) харьковское было наибольшей.
В 1898 был создан Харьковский комитет РСДРП. Первая маёвка в Империи прошла в Харькове 1 мая 1900 года.
В январе 1900 года на собраниях студенческих обществ Харькова создана первая в России украинская политическая партия — Революционная украинская партия.
В начале XX века состоялись крестьянские беспорядки в Богодуховском и Валковском уездах (Полтавско-харьковское крестьянское восстание 1902). Во время революции 1905—1907 годов на Слобожанщине состоялся ряд политических забастовок и вооружённых выступлений рабочих (Люботинское восстание (1905), Харьковское восстание (1905)), крестьянских беспорядков, в Сумском, Ахтырском, Харьковском, Змиёвском уездах.

### Годы революции и Гражданской войны
Февральская революция 1917 года вызвала подъём национального движения на Слобожанщине. 29 апреля 1917 года в Харькове состоялся губернский украинский съезд. На съезде был создан Украинский губернский совет (гл. — Рубас), который одним из первых признал Украинскую Центральную раду как законный представительский орган украинского народа. Одновременно состоялись украинские съезды в Острогожске, Валуйках и других городах. В Харькове украинская молодежь создала организацию под названием «Украинская национальная сотня». Культурно-просветительскую работу на слободских землях вели ячейки обществ «Рідна школа» и «Просвіта». Среди ведущих деятелей украинского движения на Слободской Украине в этот период были Д. Багалей, Н. Сумцов, С. Тимошенко, М. Ничипоренко, Е. Сердюк, Д. Ткаченко, Г. Хоткевич и другие.
Летом 1917 года деятели УЦР начали переговоры с Временным правительством об автономии. Признавая право народов на самоопределение, Временное правительство подчёркивало, что переговоры об украинской автономии носят лишь предварительный характер — решения о государственном устройстве находятся в компетенции не временных властей (Временного правительства и Центральной Рады), а легитимного органа — Учредительного собрания, организацией и созывом которого и были заняты власти. Ещё на стадии предварительных переговоров Временное правительство исключило из состава возможной автономной Украины Харьковскую, Екатеринославскую, Херсонскую и часть Таврической губерний. Центральная Рада, однако, в своём Третьем универсале назвала перечисленные губернии, кроме Крыма, частью Украины.
Октябрьская революция пришла на Слобожанщину в декабре 1917 года с большевистскими войсками под командованием Антонова-Овсеенко. Бои между частями Украинской Центральной Рады и Красной гвардии Совнаркома происходили в Сумах, Пятихатках, Купянске, Волчанске. 9—10 декабря украинские войска в Харькове были разбиты, власть перешла в руки большевиков. 11—12 декабря 1917 года (24—25 декабря по новому стилю) в Харькове на первом Всеукраинском съезде Советов было провозглашено образование УНР Советов, Центрального исполнительного комитета (гл. Е. Медведев) и первого украинского большевистского правительства — Народного Секретариата.
В 1917—1919 годах по Харьковщине прокатилась волна провозглашений независимых государств. Среди таких государств-однодневок: Пархомовка, Мурафа, Изюм. В Святогорске (тогда в составе Харьковской губернии), как сообщила газета «Народное дело» (в выпуске № 24 за 1917 год), была «провозглашена самостоятельная республика, во главе её стоит начальник отдела милиции Шилов».
В январе 1918 года создана Донецко-Криворожская Советская Республика с центром в Харькове. Но Гражданская война на Слобожанщине лишь только началась. К маю 1918 года Слобожанщина была полностью оккупирована немецкой армией и вошла в состав Украинской державы гетмана Скоропадского.
После поражения центральных держав в Первой мировой войне в конце 1918 года РСФСР возобновила боевые действия против УНР. В начале 1919 года вся Слобожанщина повторно переходит в руки большевиков, которые в Харькове провозглашают уже Украинскую ССР, а часть Слобожанщины возвращается РСФСР. Летом 1919 года РККА повторно её покидает ввиду наступления Донской и Добровольческой армий белогвардейцев.
Окончательно Советская власть устанавливается на Слобожанщине в декабре 1919 года; Харьков становится столицей УССР.
В 1934 году Слобожанщина стала периферией ввиду переноса столицы Украинской ССР из Харькова в Киев

### XXI век
В 2003—2014 гг. на территории Харьковской и Белгородской областей был создан Еврорегион «Слобожанщина». В 2016 году в Харьковской области Украины появилось село Слобожанское.

## Этноязыковой состав населения Слобожанщины
|                                                              |  |                                                              |  |                                                          |  |
| Украинский язык в Харьковской губернии по переписи 1897 года |  | Украинский язык в Воронежской губернии по переписи 1897 года |  | Украинский язык в Курской губернии по переписи 1897 года |  |

Слобожанщина — крупнейший смешанный украинско-русский регион. Вопрос о его разделе стоял ещё при формировании Украинской Народной Республики и обсуждался между Украинской Центральной Радой и Временным Правительством. Тогда за основу была взята перепись населения Российской империи 1897 года, согласно которой вся Харьковская губерния, где более 80 % населения составляли украиноязычные, численно преобладавшие во всех уездах губернии, целиком отошла УНР. Также по переписи 1897 года украиноязычные составляли большинство населения и в соседствующих с Харьковской губернией уездах, так и не отошедших Украине: в Острогожском уезде — 90,3 %, в Богучарском уезде — 81,8 %, в Бирюченском уезде — 70,2 %, в Грайворонском уезде — 58,9 %, в Валуйском уезде — 51,1 %, в Новооскольском уезде — 51,0 %. В Путивльском уезде Курской губернии было 52,5 % украиноязычных, из-за чего в 1925 году он отошел к Украинской ССР.
После Гражданской войны трассировка границы между РСФСР и УССР на основании переписи 1926 года была скорректирована, хотя при советской политике коренизации и украинизации ЦК КП(б)У пытался поднять вопрос о передаче УССР территорий, где украинцы составляли большинство населения и жили компактно.
Но после изменений советской языковой политики и политики СССР по отношению к национальным автономиям в 1930-х годах разговоры о расширении границ Украины и украинизация областей России прекратились.
Вследствие проводимой с 1930-х годов русификации Украины доля украиноязычных в населении УССР значительно уменьшилась, а доля русскоязычных — возросла. В период между переписями 1959 и 1989 годов заметным было сокращение доли считающих украинский язык родным и в областях, включающих территории украинской Слобожанщины: в Луганской области — на 15,6 % (с 50,5 % до 34,9 %), в Харьковской области — на 10,7 % (с 61,2 % до 50,5 %), в Сумской области — на 3,9 % (с 82,0 % до 78,1 %).

## Демография
Если при основании полков в середине XVII века на Слобожанщине насчитывалось от 16 до 30 тысяч жителей, то в конце XVII столетия их было уже около 120 тысяч. Быстрым был этот рост и в дальнейшем: если в 1732 году в регионе проживало около 400 тысяч человек, то в 1773 году — более 660 тысяч жителей, а к концу XVIII столетия в крае проживало до 1 миллиона человек. В конце XVIII века на Слобожанщине было 19 городов, тысяча сёл, 2 тысячи хуторов.

## Святые покровители Слобожанщины
- Святитель Афанасий Цареградский, Патриарх Константинопольский, Лубенский и Харьковский чудотворец (мощи его с 1947 года пребывают в Благовещенском соборе Харькова) — память 2 (15) мая;
- Святитель Иоасаф, епископ Белгородский — память 10 (23) декабря и 4 (17) сентября;
- Святитель Мелетий, архиепископ Харьковский — память 12 (25) февраля (тезоименитство) и 29 февраля (14 марта) или 28 февраля (13 марта — невисокосный год);
- Священномученик Онуфрий (Гагалюк) — память 19 мая (1 июня);
- Священномученик Харьковский Александр (Петровский) — память 19 мая (1 июня);
- Священномученик Иннокентий (Летяев) — память 19 мая (1 июня);
- Священномученик Константин (Дьяков) — память 19 мая (1 июня).
- Собор Слободских святых

Святитель Мелетий Харьковский и священномученик Александр Харьковский изображены на гербе Харьковской и Богодуховской епархии.

## Чудотворные иконы
- Озерянская икона Божией Матери — празднование 30 октября (12 ноября н.ст.), покровительница Харькова и Слобожанщины, о ней поётся в гимне Харькова. Первообраз утрачен в 1930-х годах.
- Песчанская икона Божией Матери — празднование 8 (21) июля и 22 октября (4 ноября), покровительница всей России.
- Ахтырская икона Божией Матери — празднование 2 (15) июля, покровительница Сумщины.
- Сумская икона Божией Матери — празднование 7 (20) мая, покровительница Сум. Украдена в марте 2009 года из Сумского кафедрального собора.
- Высочиновская икона Божией Матери — покровительница Змиёвщины и Слобожанщины.
- Икона Спаса Нерукотворного — празднование 7 (20) июля.

## Комментарии
1. ↑  На территории современной Луганской области в состав Слобожанщины входили западная часть Купянского уезда с центром комиссарства в Сватовой Лучке, Беловодский уезд и весь огромный Старобельский уезд, занимавший 25 процентов площади Слободско-Украинской губернии (уездное деление приведено на 1797 год).
2. ↑  В состав Слобожанщины на территории современной Донецкой области входила местность района Царёв-Борисов — Святые Горы — Маяцк — Тор.
3. ↑  На территории современной Полтавской области к Слобожанщине по просьбе жителей указом Петра Первого в 1709 году была приписана Котельва с окрестностями, вплоть до Опошни. Они вошли в состав слободского Ахтырского полка из гетманского Гадячского полка. — Волис В. Очерк истории Ахтырского слободского полка. — Х.: Харьковский частный музей городской усадьбы, 2007.
4. 1 2  В росписях сторожевых пунктов, установленных царём Иваном IV Грозным для защиты от нападения степных кочевников на русские земли, впервые в дошедших до нас документах XVI века отмечаются Донецкое и Хорошево городища на реке Уды. В росписи мест, которые должен был проехать рыльский голова для наблюдения за перемещением татар, под 1571 годом имеется следующее упоминание:
Да вниз по реке Удам через Павлово селище к Донецкому городищу, да к Хорошеву городищу через Хорошев колодезь.— Голубовский, 1884